# Видільна система
Видільна, чи екскреторна система, в біології — сукупність органів, які виводять з організму надлишок води, продукти обміну речовин, солі, а також отруйні речовини, які потрапили в організм ззовні чи утворилися в ньому.
У найпростіших організмів легкорозчинні екскрети (наприклад, аміак чи сечовина) виводяться в зовнішнє середовище шляхом дифузії чи за допомогою скоротних вакуолей, які виконують функцію осморегуляції. У ряді нижчих багатоклітинні продукти обміну дифундують через поверхню тіла і стінки порожнин, зв'язаних з зовнішнім середовищем.

## Фізіологія системи виділення
Сеча утворюється з плазми крові в результаті процесів фільтрації, реабсорбції, секреції.
Фільтрація — перехід плазми без білка з капілярного клубочка у капсулу Бовона-Шумлянського (ниркову капсулу).
У результаті фільтрації утворюється первинна сеча (150—180 л)
Первина сеча іде по ниркових канальцях, де відбувається зворотне всмоктування в кров (реабсорбція) води й інших поживних речовин, потрібних організмові:
- у канальцях першого порядку всмоктується вода, амінокислоти, глюкоза, мінеральні солі;
- у петлі Генле і низхідному коліні всмоктується вода, у висхідному — Na;
- у канальцях другого порядку всмоктуються вода, Na, K, залежно від їхнього вмісту в крові, тобто реабсорбція факультативна;
- у збірних трубочках — вода.

Під час проходження первинної сечі по канальцях нирок нирковий епітелій виділяє у просвіт канальців іони водню, аміак, сечовину, сечову кислоту, лікарські речовини. Цей процес називають секрецією.

## Сечовидільна система
- Нирки
- Сечовий міхур
- Сечовід